# Puolanka
Puolanka (Zweeds: Puolango) is een gemeente in de Finse provincie Oulu en in de Finse regio Kainuu. De gemeente heeft een landoppervlakte van 2.461,21 km² en telt 2.380 inwoners (2022).